# Maurice Olivier
Emile Joseph Nicolas Maurice Olivier (Bastenaken, 11 november 1921 - 8 september 2002) was een Belgisch senator.

## Levensloop
Olivier, oudere broer van minister Louis Olivier, promoveerde tot landbouwingenieur en werd fokker van sportpaarden en landbouwer. Hij was vele jaren secretaris-generaal van de Foire de Libramont. Vanaf de jaren zestig was hij ook voorzitter van de Belgische federatie van paardrijkunst.
Hij werd in 1946 voor de Liberale Partij verkozen tot gemeenteraadslid van Recogne en onmiddellijk daarop benoemd tot burgemeester. Hij bleef dit tot aan de fusie met Libramont-Chevigny in 1976 en werd toen nog eerste schepen van deze gemeente, van 1977 tot 1982.
Voor de PLP en daarna de PRLW zetelde hij ook in de Senaat: van 1965 tot 1977 als provinciaal senator voor Luxemburg en van 1977 tot 1978 als provinciaal senator voor Luik. Door het toen bestaande dubbelmandaat was hij van 1971 tot 1978 ook lid van de Cultuurraad voor de Franse Cultuurgemeenschap.